# ادبیات گنوسی
ادبیات گنوسی کتابی از استوارت هالروید با ترجمهٔ ابوالقاسم اسماعیل پور است که در سال ۱۳۸۸ منتشر و در مراسم کتاب سال جمهوری اسلامی ایران به‌عنوان کتاب برگزیده معرفی شد.